# Born to Be Wild (film 2011)
Born to Be Wild 3D è un mediometraggio americano del 2011 incentrato sulla storia di oranghi ed elefanti orfani. È stato diretto da David Lickley e scritto e prodotto da Drew Fellman. È stato distribuito negli Stati Uniti dalla Warner Bros. Pictures e da IMAX Pictures.
Il trailer è stato reso pubblico nel dicembre 2010 durante la proiezione del film L'Orso Yoghi.
Il film è stato distribuito l'8 aprile 2011.
È narrato da Morgan Freeman.
C'è stata un'anteprima del film a Montréal (Canada) il 30 marzo 2011 alle 9:30 presso l'IMAX Telus Theatre, nel Montreal Science Centre.

## Accoglienza
Il film ha ricevuto straordinarie recensioni positive, in particolare un 98% di punteggio positivo sul sito Rotten Tomatoes (su 41 recensioni).

## Colonna sonora
Il brano che accompagna la fine del film è Wavin' Flag del rapper canadese K'naan.